# 弥富武
弥富 武（いやとみ たけし、1910年4月19日 - 1975年5月28日）は、日本の経営者。東京建物社長を務めた。

## 経歴
佐賀県佐賀市出身。1932年に東京帝国大学経済学部経済学科を卒業し、同年に安田銀行に入行。1955年に取締役に就任し、1959年10月に常務を経て、1963年2月に東京建物副社長に就任し、同年8月には社長に昇格した。
1975年5月28日、急性心不全のために在任中に死去。65歳没。